# غادة السني
غادة السني (16 يناير 1977 -)، مذيعة وممثلة بحرينية شاركت في التمثيل في الكثير من المسلسلات إلى جانب المسرحيات، واشتهرت ببرنامجها «لقاء فني».

## حياتها الخاصة
هي ابنة الفنان التشكيلي «أحمد السني» وهي متزوجة من المخرج والممثل «خالد المفيدي» وحصلت على الجنسية الكويتية لكونها متزوجة من شخص كويتي.

## أعمالها

### من المسلسلات
- صدفة التقينا - مسلسل إذاعي.
- ساهي وفاهي.
- البيت السعيد.
- الصحيح ما يطيح.
- صديقات العمر.
- إقبال يوم أقبلت
- عطر الروح

### من المسرحيات
- جزيرة الذهب.

### من الأفلام
- الستارة.

## وصلات خارجية
- غادة السني على موقع قاعدة بيانات الأفلام العربية